# Jasper von Oertzen (Gemeinschaftsbewegung)
Jasper von Oertzen (* 10. August 1833 in Rostock; † 14. November 1893 in Hamburg) war eine führende Persönlichkeit der Gemeinschaftsbewegung in Deutschland.

## Leben

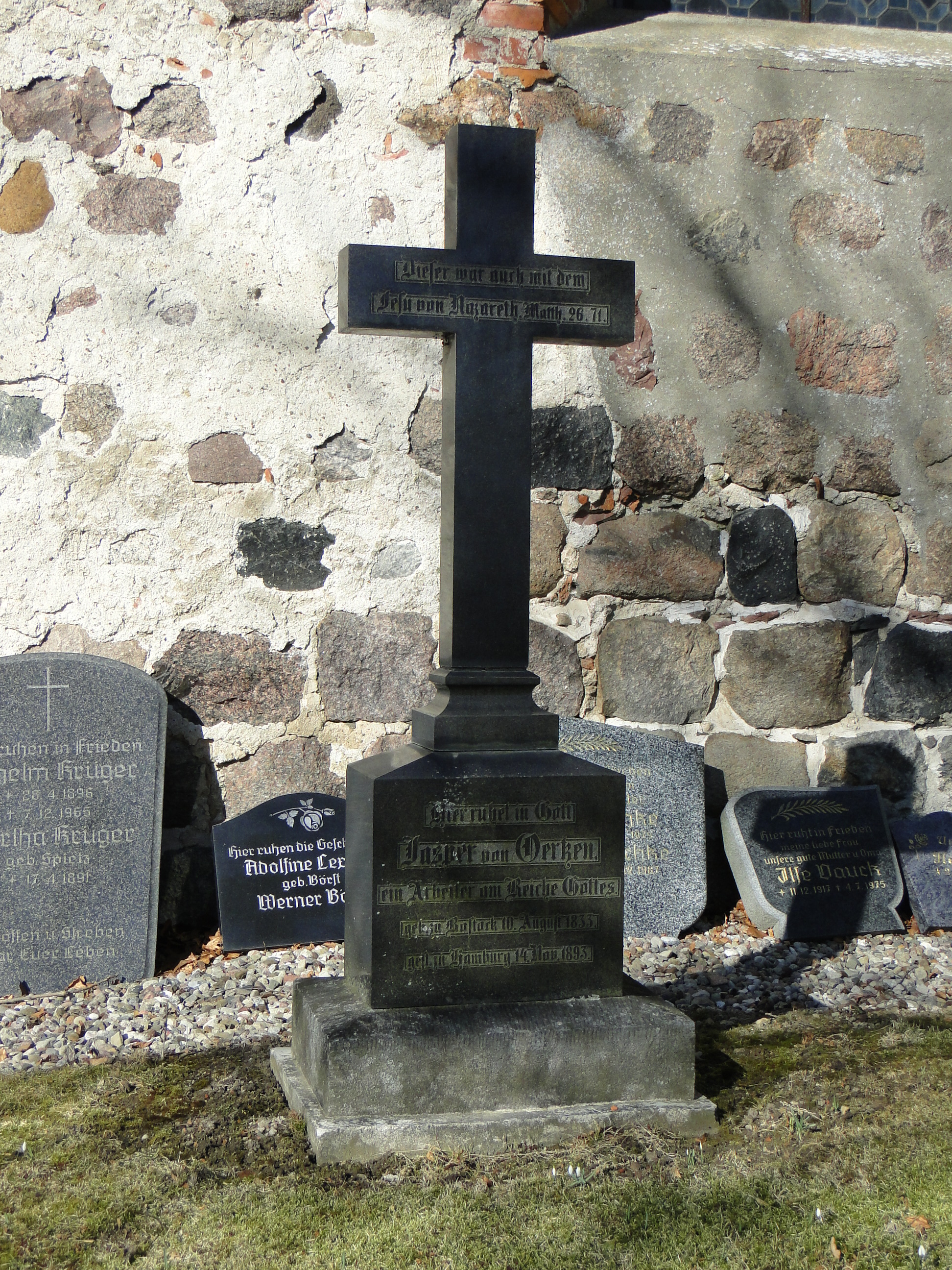
Grabkreuz Jasper von Oertzens auf dem Friedhof Leppin

Jasper von Oertzen stammte aus dem mecklenburgischen Uradelsgeschlecht von Oertzen und war das dritte Kind des gleichnamigen damaligen Justizrates und späteren Ministerpräsidenten von Mecklenburg-Schwerin, Jasper von Oertzen (1801–1874). Die Mutter entstammte der Hamburger Kaufmannsfamilie Schuback.
Oertzen wuchs auf dem 1836 vom Vater erworbenen Gut Leppin (heute Ortsteil von Lindetal) auf. Er trat als Offizieranwärter in die österreichische Kavallerie ein, brach seine Laufbahn als Offizier jedoch aus Gesundheitsgründen vorzeitig ab, ebenso scheiterte sein Versuch, sich als Landwirt zu etablieren. Geprägt wurde von Oertzen im Jahr 1868 durch eine Begegnung mit dem Minister Moritz August von Bethmann-Hollweg und Johann Hinrich Wichern, mit dem er sich fortan verbunden fühlte. 1870 übernahm er die Leitung des Pensionates im Rauhen Haus in Hamburg und war danach von 1875 bis 1884 der Leiter der neu gegründeten Hamburger Stadtmission. Ab 1873 führte er den Vorsitz des schleswig-holsteinischen Landesverein für Innere Mission und war seit 1880 Präses des Norddeutschen Männer- und Jünglingsbundes. Ab 1885 führte von Oertzen den Vorsitz des CVJM in Hamburg. Mit Andreas Graf von Bernstorff und Eduard Graf von Pückler initiierte er ab 1888 die Gnadauer Konferenzen, deren Vorsitzender er wurde. Er gilt als einer der Begründer der „modernen Gemeinschaftsbewegung in Deutschland“.
Seine Freunde veranstalteten nach seinem Tod eine Geldsammlung zu seinem Gedächtnis und errichteten damit das Oertzenhaus in der Brennerstraße 17 in Hamburg-St. Georg als Zentrale des Norddeutschen Männer- und Jünglingsbundes. An Oertzen erinnert auch die Oertzenstraße in Hamburg-Niendorf.